# Bedotia sp. nov. 'Ankavia-Ankavanana'
Bedotia sp. nov. 'Ankavia-Ankavanana'  là một loài cá chưa được miêu tả thuộc họ Bedotiidae. Nó là loài đặc hữu của Madagascar, môi trường sống tự nhiên của nó là sông. Nó bị đe dọa do mất môi trường sống.